# Xestoblatta cantralli
Xestoblatta cantralli är en kackerlacksart som beskrevs av Fisk och Gurney 1968. Xestoblatta cantralli ingår i släktet Xestoblatta och familjen småkackerlackor.
Artens utbredningsområde är Costa Rica. Inga underarter finns listade i Catalogue of Life.